# 阿尔泰米西娅·真蒂莱斯基
阿尔泰米西娅·真蒂莱斯基（Artemisia Gentileschi，1593年7月8日—約1656年），意大利巴洛克画家。在那个女画家十分少见的年代，她率先创作了历史及宗教画。其父是卡拉瓦乔的追随者，著名风格主义画家奥拉齐奥，他从女儿小时候就带着她一起作画。后来他聘请阿戈斯蒂诺·塔西做阿尔泰米西娅的私人教师，然而1611年塔西性侵了阿尔泰米西娅。本來塔西在奧拉齊拉的憤怒下，答應娶阿爾泰米西婭為妻，以維護她的名節，這對阿尔泰米西娅來說雖是強迫婚姻，但當時確實正常的事。訂婚後的塔西遲遲不完成婚約，後來才發現，原來塔西早已結婚，因此奧拉齊拉與阿爾泰米西婭父女控訴塔西性侵罪，在審訊時陸續發現塔西還涉嫌雇殺手謀害正妻（其妻已失蹤多時）、性侵嫂嫂、偷竊奧拉齊拉的畫作，但阿尔泰米西娅仍需忍受法庭的絞指折磨以證明自己的證詞清白，當時她一邊忍受手指的劇痛、一邊嘲諷塔西說：「戴在我手指上的本應是你承諾的（結婚）戒指，而不是這天殺的刑具」。最終性侵罪成立，塔西被囚禁兩年，但因為教宗對他的賞識與力挺，所有罪行後來全部撤銷。阿尔泰米西娅后来创作了一些女性复仇为主题的绘画，就反应了早年的这一段痛苦经历。
阿尔泰米西娅·真蒂莱斯基后来在父親的安排下，於1612年底与佛罗伦萨画家西提阿底斯结婚，并随夫去了佛罗伦萨，在那儿她获得极大成功。她吸收了卡拉瓦乔的强烈戏剧性和明暗对比法，创作了一批刻画暴力的绘画。她生下五名小孩，但只有一個女兒長大成人，並繼承母親的畫家身分。晚年入选佛罗伦萨迪亚诺学院。
阿尔泰米西娅·真蒂莱斯基的主要作品包括《圣母子》（1609）、《苏珊娜与老人》（1610）、《友第德割下何乐弗尼的头颅 (阿尔泰米西娅·真蒂莱斯基，那不勒斯)》（1612-1613）、《友第德割下何乐弗尼的头颅》（1612-1621）、《圣西西莉亚》（1620）、《绘画语言的自画像》（1638/1639）等。